# Драганац
Драганац (алб. Dragancë или Draganca) је насеље у општини Гњилане на Косову и Метохији. По законима самопрокламоване Републике Косово ово насеље је у саставу општине Ново Брдо од 2009. године. Атар насеља се налази на територији катастарске општине Драганац површине 451 ha. Српско село Драганац удаљено је десетак километара од Гњилана. Село се први пут помиње 1381. године, у повељи кнеза Лазара.
До 1869. године у селу су постојале рушевине старе православне цркве. На молбу житеља овог, и околних српских села, кнез Михаило Обреновић је потпомогао да се на њеним темељима сагради нова црква Св. арханђела Гаврила, која је проглашена за манастир. Освећење манастира обавио је 1900. године митрополит Дионизије.
У манастирској згради је одмах отворена и прва српска школа у околини.
Неко време после Другог светског рата у конацима је било смештено дечје опоравилиште.

## Порекло становништва по родовима
Подаци из 1931. године:
Родови у махали Стари Драганац:
- Марковци (2 куће., Св. Никола). Старином су из Кололеча, одакле су пресељени око 1790. године због убиства неког Арбанаса. Ово су обнављачи села.
- Павићи (1 кућа., Св. Арханђео); непознато порекло.
- Рамнобањ (3 куће), арбанашки мухаџирски род од фиса Бериша: досељен из Равне Бање

У Малом Драганцу су:
- Љумци (7 кућа., Св. Арханђео); досељени из Љуме ускоро после Марковца. Прво су се настанили у Огошту, па су потом прешли у Драганац.
- Пуринци (3 куће., Св. Ђорђе Алимпије). Предак им је био доведен као пасторак, али се не зна одакле.
- Каракушеви (2 куће., Св. Никола); пресељени око 1870. године из Јасеновика, од истоименог рода. Старо им је презиме Качарци или Баримци. Имају крвне сроднике и у Клобукару. Стари су им пореклом из Сиринићке Жупе, одатле су се иселили око 1750. године, да би избегли крвну освету Арбанаса.
- Мозговљани (2 кућа., Св. Никола); пресељени око 1850. године из Мозгова. Један су род са Мозговцима у Царевцу.

## Демографија
Насеље има српску етничку већину.
Број становника на пописима:
- попис становништва 1948. године: 226
- попис становништва 1953. године: 246
- попис становништва 1961. године: 229
- попис становништва 1971. године: 220
- попис становништва 1981. године: 103
- попис становништва 1991. године: 107